# Spanische Augen
Spanische Augen  (Originaltitel: Hiszpańskie oczy) ist ein Roman von Maria Nurowska. Er erschien erstmals 1990. Die deutschsprachige Übersetzung von Albrecht Lempp erschien 1993.

## Inhalt
Nach der Befreiung Polens wird Anna in ein GuLag deportiert. Dort ist sie Gewalt und Einschüchterung ausgesetzt. Sie leidet unter der Kälte und dem Hunger und sieht dort zum ersten Mal Menschen mit vom Hunger entstellten Augen, den Spanischen Augen.
Nach ihrer Rückkehr wird Anna in Polen Schauspielerin. Sie hat eine Tochter, Ewa, die kränklich ist und früh zur alleinerziehenden Mutter ihres Sohnes Antek wird. Während Anna für Ewa keine liebevolle Mutter sein konnte, entwickelt sie Fürsorge für ihren Enkel. Anna ist mit dem Arzt Jerzy befreundet, der ebenfalls im GuLag gewesen ist. Anna leidet noch immer unter den Traumata und ihren Erfrierungen, die körperliche Einschränkungen mit sich bringen. Außerdem verläuft ihr Leben weitgehend glücklos. Sie erlebt auch, wie ihr Freund Jerzy im krank wird und stirbt.
Eines Tages bekommt Anna einen Anruf aus Moskau von einem russischen Regisseur, der ihr Leben verfilmen möchte. Zunächst ist Anna skeptisch, willigt aber dann doch ein. Bei den Dreharbeiten wiederholt sich der Beginn der Erzählung, als Anna in Warschau am Bahnhof in die Sowjetunion deportiert wird. Bei Annas Anblick der Spanischen Augen endet der Roman.

## Kritik
„Ein psychologischer Roman, der von einer komplizierten Mutter-Tochter-Beziehung erzählt. Mit der Figur der Anna ist der Autorin von ›Briefe der Liebe‹ wiederum ein facettenreiches, anrührendes Frauenporträt gelungen.“

## Ausgaben
- Maria Nurowska: Spanische Augen. S. Fischer Verlag, Frankfurt am Main 1993, als Taschenbuch: ISBN 3-596-13194-4.